# A. David Andrews
A. David Andrews (* 1933) ist ein irischer Astronom aus Nordirland und Entdecker eines Asteroiden. Er studierte am Oriel College Oxford und der Universität Dublin. In den frühen 1960er-Jahren arbeitete am Ole Rømer-Observatorium in der dänischen Stadt Aarhus mit dem Astrophysiker Mogens Rudkjøbing. 1963 wechselte er zum Armagh Observatory in Nordirland im Vereinigten Königreich, wo er die nächsten 35 Jahre tätig war.

## Leben und Wirken
Er entdeckte am 25. Januar 1965 den Asteroid des inneren Hauptgürtels (1727) Mette am Boyden Observatory in Bloemfontein (Südafrika). Der Asteroid wurde „für ihre Toleranz gegenüber seiner nächtlichen Arbeitszeit und für die vielen Monate, die er nicht zu Hause verbracht hat“ nach seiner Frau benannt. Zu dieser Zeit war er stellvertretender Direktor am Boyden Observatory und begann seine lebenslange Forschungstätigkeit an UV-Ceti-Stern (Flare-Sterne). Am Armagh Observatory war Andrews 1968 der erste, der Computer bei der Arbeit voll ausnutzte. Er folgte auf Ernst Öpik als Herausgeber des Irish Astronomical Journal und war 1967 Gründungsmitglied der 27. Kommission (Veränderliche Sterne) der Internationalen Astronomischen Union.
Manche optischen Bauteile der Boyden Station, die 1889 von der Harvard University in Arequipa (Peru) gegründet worden war, wurden 1976 zum Dunsink Observatory in Dublin (Irland) transferiert, woraufhin Andrews sich den neuen astronomischen Einrichtungen in Chile und den Satellitentechnologien zuwandte.
Im Irish Astronomical Journal berichtete Andrews über eine vermutete Supernova im Sternbild Fuhrmann, der vom mexikanischen Astronomen Guillermo Haro als Andrews’ Star (deutsch Andrews’ Stern) bezeichnet. Dies war eine Entdeckung, die er in seiner frühesten Arbeit am Armagh Observatory als Pionierleistung der Erforschung von UV-Ceti-Sternen und solaren Phänomenen machte. Andrews arbeitete mit mehreren Gruppen im Vereinigten Königreich und den Vereinigten Staaten (insbesondere Dermott J. Mullan/Armagh & Bartol Research) sowie aus Armenien, Griechenland, Italien, Russland und Südamerika. Er arbeitete mit Guillermo Haro, dem Direktor am Observatorio Astrofísico de Tonantzintla in Mexiko, an der Erforschung Sonneneruption in jungen Sternhaufen zusammen. Die Zusammenarbeit mit  William E. Kunkel (University of Texas System) und Bernard Lovell am Jodrell-Bank-Radioobservatorium führte zu einer der frühesten Entdeckungen großer Sonneneruptionen in UV-Ceti-Sternen im Stern YZ CMi. Was Andrews 1968 am Armagh Observatory zufällig beobachtet hatte, entpuppte sich als das, was heute als „starke Sonneneruption“ (stellar megaflare) bezeichnet wird.
1981 veröffentlichte Andrews, als er am Armagh Observatory tätig war, seine Mehrfarbenmessungen (UBVI) von über 16.000 Sternen in einer Region, die reich an UV-Ceti-Sternen ist, auf Schmidt-Fotoplatten, „Ein photometrischer Atlas des Orionnebels“. Er verwendete Material vom SRC/UK Schmidt in Australien, dem Europäischen Südsternwarte (ESO) und dem Las-Campanas-Observatorium (University of Toronto) in Chile. Im Irish Astronomical Journal veröffentlichte er in den 1990er Jahren eine „Cyclopaedia of Telescope Makers“ in sieben Teilen. Ab 1984 war er aktiv mit der Suche nach quasi-periodischen ultravioletten und infraroten Variationen in UV-Ceti-Sternen, die auf aktive Regionen und Sternrotation hinweisen, beschäftigt. Er arbeitete mit den Astronomen des Armagh Observatorys Christopher John Butler, Patrick Brendan Byrne, John Gerard Doyle und Peter M. Panagi sowie mit japanischen, italienischen, britischen und US-amerikanischen Astronomen, insbesondere Jeffrey L. Linsky an Beobachtungen von Chromosphärenrotation von RS CVn- und BY Dra-Sternen mit dem International Ultraviolet Explorer zusammen. Andrews ist nun Rentner und lebt mit seiner Frau Mette in Dore, einem Dorf in der Nähe von Sheffield (England/Vereinigtes Königreich).

## Entdeckte Asteroiden
| Asteroid     | Asteroidentyp            | Entdeckungsdatum | Provisorische Bezeichnung(en) |
| ------------ | ------------------------ | ---------------- | ----------------------------- |
| (1727) Mette | Innerer Asteroidengürtel | 25. Januar 1965  | 1965 BA; 1955 DC              |